# Željko Ražnatović

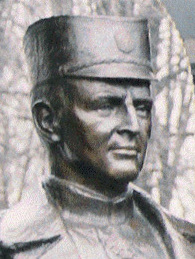
Büste von Željko Ražnatović-Arkan auf seinem Grabstein. Es zeigt ihn in der Uniform eines Offiziers der königlich-serbischen Armee des Ersten Weltkriegs.

Željko Ražnatović (serbisch-kyrillisch Жељко Ражнатовић; * 17. April 1952 in Brežice; † 15. Januar 2000 in Belgrad), Kampfname Arkan (Аркан), war ein jugoslawischer Krimineller und Warlord in den Jugoslawienkriegen. Er stand in den 1970er und 1980er Jahren wegen Raubüberfällen und Auftragsmorden in ganz Europa auf der Fahndungsliste von Interpol. Als Kommandeur der paramilitärischen Serbischen Freiwilligengarde wurde er vom Internationalen Strafgerichtshof für das ehemalige Jugoslawien wegen Verbrechen gegen die Menschlichkeit angeklagt.

## Leben

### Kindheit und frühes Leben
Željko Ražnatović wurde als viertes Kind am 17. April 1952 in Brežice, einer kleinen Grenzstadt in der slowenischen Untersteiermark, damals ein Teil Jugoslawiens, geboren. Sein Vater Veljko kam ursprünglich aus Rijeka Crnojevića, einer Ortschaft nahe Cetinje, Montenegro. Zur Zeit seiner Geburt war sein Vater als Offizier der jugoslawischen Luftwaffe in Brežice stationiert.
Ražnatović verbrachte einen Teil seiner Kindheit in Zagreb, im Kosovo und in Pančevo, bevor die Familie – wegen der Stellung des Vaters im Militär – nach Belgrad umzog, das er als seine Heimatstadt bezeichnete. Er wuchs mit seinen drei älteren Schwestern in einem streng militaristisch-patriarchalisch geprägten Haushalt auf, wo körperliche Misshandlung durch seinen Vater an der Tagesordnung war. In einem Interview aus dem Jahr 1991 beschrieb er dies folgendermaßen: „Er hat mich nicht im klassischen Sinne geschlagen. Im Grunde genommen hat er mich gepackt und mich dann mit voller Wucht auf den Flurboden geworfen.“ Arkans Eltern ließen sich in seiner Jugend scheiden.
Im Jahr 1966 beging er als Teenager Handtaschendiebstähle im Belgrader Tašmajdan-Park, woraufhin er ein Jahr in einer Jugendstrafanstalt unweit von Belgrad verbrachte. Sein Vater schickte ihn dann in die Küstenstadt Kotor, um der jugoslawischen Marine beizutreten.
1969 wurde er von der französischen Polizei in Paris festgenommen und nach Jugoslawien abgeschoben, wo er wegen mehrerer Einbrüche zu drei Jahren Haft verurteilt wurde. Mit 17 Jahren wurde er wegen weiterer Diebstähle zu einer eineinhalbjährigen Haftstrafe verurteilt. Er beendete seine schulische Laufbahn im Jugendgefängnis von Novi Sad.
In seiner Jugend war Ražnatović ein Mündel des slowenischen Politikers und Innenministers Stane Dolanc. Dolanc war Chef der Staatssicherheitsverwaltung (UDBA) und ein enger Mitarbeiter des jugoslawischen Präsidenten Josip Broz Tito. Immer wenn Ražnatović in Schwierigkeiten geriet, half ihm Dolanc. Angeblich diente das als Belohnung für seine Verdienste in der UDBA.

### Kriminelle Laufbahn

#### Westeuropa
Nach seiner Haftentlassung wanderte Ražnatović im Alter von 20 Jahren nach Westeuropa aus. Im Auftrag des jugoslawischen Geheimdienstes UDBA soll er in dieser Zeit auch Attentate auf Exilanten organisiert haben.
Während seines Aufenthaltes im Ausland lernte er viele verschiedene Kriminelle, darunter Ljubomir Magaš, kennen. 1972 war er in Mailand in Schießereien mit dem Clan von Ljubomir Magaš verwickelt.
Am 28. Dezember 1973 wurde er in Belgien nach einem Banküberfall festgenommen und zu zehn Jahren Haft verurteilt. 1974 wurde er über das Stockholmer Interpol-Büro zur Fahndung ausgeschrieben. 1977 beantragte auch das Belgrader Interpol-Büro einen Haftbefehl wegen eines bewaffneten Raubüberfalls aus dem Jahr 1974. Am 4. Juli 1979 gelang Ražnatović die Flucht aus dem Gefängnis des belgischen Verviers. Am 24. Oktober 1979 wurde er in den Niederlanden festgenommen. Während der Zeit auf freiem Fuß verübte er mindestens zwei weitere bewaffnete Raubüberfälle in Schweden und drei weitere in den Niederlanden. Nach seiner Verurteilung zu weiteren sieben Jahren war er in Amsterdam inhaftiert, von wo ihm am 8. Mai 1981 eine weitere Flucht gelang, nachdem ihm jemand eine Waffe zugesteckt hatte. Kurze Zeit später folgten weitere Raubüberfälle in Westdeutschland, wo er nach weniger als einem Monat, am 5. Juni 1981, in Frankfurt am Main nach einem Überfall auf einen Juwelier festgenommen wurde. Dabei kam es zu einer Schießerei mit der Polizei, wo er leicht verletzt wurde. Dies führte zu seiner Einweisung in das Haftkrankenhaus in Frankfurt, aus dem Ražnatović am 9. Juni die Flucht gelang. Seine letzte Festnahme auf europäischem Boden ereignete sich in Basel bei einer routinemäßigen Verkehrskontrolle am 15. Februar 1983. Er konnte jedoch innerhalb einiger Monate erneut fliehen, diesmal aus dem Gefängnis von Thorberg am 27. April.

#### Rückkehr nach Jugoslawien
Arkan kehrte im Mai 1983 nach Belgrad zurück und setzte dort seine kriminelle Karriere fort.
Nachdem in Zagreb eine Bank überfallen worden war, geriet Arkan in Verdacht. Bei einer anstehenden Befragung im Haus seiner Mutter schoss er auf die Polizisten, flüchtete, wurde festgenommen, 48 Stunden später jedoch wieder freigelassen. Dieser Vorfall machte allen Beobachtern – insbesondere seinen kriminellen Rivalen – klar, dass er Schutz von der jugoslawischen politischen Führung genoss.
Vojislav Šešelj, der Vorsitzende der Serbischen Radikalen Partei, beschuldigte Ražnatović, in den 1980ern als Auftragsmörder für den jugoslawischen Geheimdienst gearbeitet zu haben. Der Bundesnachrichtendienst verdächtigte ihn ebenfalls der Ermordung von drei albanischen Emigranten aus dem Kosovo am 17. Januar 1982 in Untergruppenbach, eins der Opfer war der Aktivist Jusuf Gërvalla.

#### Tätigkeiten im Fußball
Nach dem politischen Aufstieg von Slobodan Milošević in den Jahren 1987 und 1988 gründete Ražnatović in Belgrad eine Firma, welche die ausschließlichen Rechte zum Verkauf von Fanartikeln des Fußballclubs Roter Stern Belgrad erwarb. Im Jahr 1990 wurde er Vorsitzender des – als ultranationalistisch bekannten – Fanclubs „Delije“, für dessen repressive Funktionen er politischen Schutz erhielt. Er war in der Fanszene des Fußballclubs tätig und setzte Hooligans für politisch motivierte Aktionen ein. So lieferte sich Ražnatović als Anführer des Fanclubs (bestehend aus 1.500 Personen) nur wenige Tage nach den kroatischen Mehrparteienwahlen des Jahres 1990, am 13. Mai, eine Massenschlägerei im Stadion Maksimir mit den Hooligans von Dinamo Zagreb.
Mit Hilfe seines im Krieg und durch seine kriminellen Aktivitäten erlangten Vermögens erwarb Ražnatović den Belgrader Fußballclub FK Obilić, den er auch zur Geldwäsche nutzte. Zwei Jahre später gewann der Verein die Meisterschaft der Bundesrepublik Jugoslawien 1998. Die Auswärtsspiele seines Clubs in den europäischen Wettbewerben konnte er nicht besuchen, da er aufgrund des vom Internationalen Kriegsverbrechertribunal ausgestellten Haftbefehls im Ausland mit seiner Verhaftung rechnen musste.

### Beteiligung an den Jugoslawienkriegen

#### Vor dem Krieg
Am 11. Oktober 1990 gründete Ražnatović im serbisch-orthodoxen Kloster Pokajnica die paramilitärische Serbische Freiwilligengarde (SDG). Diese bestand hauptsächlich aus Mitgliedern seines Fanclubs „Delije“ und persönlichen Freunden.
Ende Oktober des Jahres 1990 reiste er zur kroatischen Stadt Knin, um hochrangige Vertreter der Republik der Serbischen Krajina zu treffen, einer abtrünnigen kroatischen Region, die im Gegensatz zur als unabhängig-erklärten kroatischen Regierung in der Föderation Jugoslawien verbleiben wollte und zum Großteil von Serben bewohnt wurde. Am 29. November wurde Ražnatović mit seinen Kameraden von der kroatischen Polizei am kroatisch-bosnischen Grenzübergang Dvor na Uni festgenommen. Er und seine Begleiter wurden nach Sisak geschickt und dort wegen Hochverrat angeklagt. Ražnatović wurde zu zwanzig Monaten Haft verurteilt,  allerdings nach einem halben Jahr, am 14. Juni 1991, aus dem Gefängnis entlassen. Angeblich soll sich die kroatische und die serbische Regierung auf eine Abfindung von 1 Mio. DM für seine Freilassung geeinigt haben.
Im Juli 1991 hielt sich Ražnatović für einige Zeit im Kloster von Cetinje bei dem serbischen Metropoliten Amfilohije Radović auf. Seine Truppe von vollbewaffneten Männern durfte das Kloster betreten, wo sie als Sicherheitsdienst dienten. Ražnatovićs Truppe reiste von Cetinje zur Belagerung von Dubrovnik und stattete nach seiner Rückkehr aus Dubrovnik Cetinje erneut einen Besuch ab.

#### Während des Krieges
Die SDG, auch bekannt als „Arkans Tiger“, war eine paramilitärische Vereinigung, die zur Unterstützung der serbischen Armee in einer ehemaligen Militäreinrichtung in Erdut organisiert wurde. Die Truppe, die von Ražnatović selbst und Milorad Ulemek  angeführt wurde, bestand im Kern aus 200 Männern und umfasste im Größeren ungefähr 500 bis 1.000 Mann. Unter Ražnatovićs Befehl ermordete die SDG Hunderte von Menschen im Osten von Kroatien und Bosnien und Herzegowina. Seine Einheit war von Mitte 1991 bis Ende 1995 im Einsatz und wurde im Geheimen durch Reserven der serbischen Polizei und durch die Eroberung feindlicher Waffen versorgt und ausgerüstet.
Als im Jahr 1991 der kroatische Unabhängigkeitskrieg ausbrach, war die SDG in der Region Vukovar aktiv gewesen. Nach Ausbruch des Bosnienkrieges im April 1992 bewegte sich die Einheit zwischen der kroatischen und der bosnischen Front und beteiligte sich an mehreren Fällen von ethnischen Säuberungen, indem sie vor allem bosnische Zivilisten tötete und gewaltsam deportierte. In Kroatien kämpfte sie in verschiedenen Gebieten in der serbisch-autonomen Oblast „Ostslawonien, Baranja und Westsyrmien“ (Republik Serbische Krajina). Angeblich soll sich ein Streit mit dem Anführer der Krajina Milan Martić ereignet haben, bei dem es um Militäroperationen ging.
In der Zeit zwischen seinen Einsätzen in Kroatien und Bosnien setzte er seine Miliz ein, um seine Gegner im kriminellen Milieu Belgrads zu töten und seine Rolle in der Unterwelt auszubauen.
Zum Ende des Jahres 1995 kämpften Arkans Tiger im Gebiet um Banja Luka, Sanski Most und Prijedor. Nach der Rückeroberung von Sanski Most, durch die Armee der Republik Bosnien und Herzegowina, verließen Arkans Tiger die Stadt.
Während des Krieges war die serbische Freiwilligengarde an ethnischen Säuberungen beteiligt gewesen. Dabei soll es zu massenhaften Vergewaltigungen, Vertreibungen und Massakern gekommen sein, bei denen Zivilisten in großer Zahl getötet wurden; so werden „Arkans Tigern“ unter anderem die Tötung von mehr als 100 Patienten des Krankenhauses von Vukovar und die Tötung von mehr als 200 Zivilisten (Cafe Istanbul) in Bijeljina zugerechnet.  Später war seine Einheit auch im Kosovo-Krieg im Einsatz.
Ražnatović führte die meisten Operationen persönlich und belohnte seine tüchtigsten Offiziere und Soldaten mit hohen Rängen, Orden und Kriegsbeute. Mehrere seiner jüngeren Soldaten wurden für ihre erbrachten Leistungen in und um Kopački Rit und Bijelo Brdo belohnt. Berichten zufolge nahm Ražnatović Kontakt zum Chef der kriminellen Organisation Camorra Francesco Schiavone auf. Laut Roberto Saviano erleichterte Schiavone den Waffenschmuggel nach Serbien, indem er die Blockierung der Waffenrouten durch albanische Gangster stoppte und, inmitten der internationalen Sanktionen, Geldtransfers in Form von humanitärer Hilfe nach Serbien sendete. Im Gegenzug erwarb die Camorra Firmen, Betriebe, Geschäfte und Bauernhöfe in Serbien zu guten Preisen.
1992 gründete Arkan die Stranka Srpskog Jedinstva (Partei der serbischen Einheit), die im Kosovo kandidierte und vier Sitze in der Skupština erlangte, jedoch bei den Neuwahlen des Jahres 1993 erfolglos blieb.

#### Nach dem Krieg
Ražnatović wurde von Serben als Patriot und Volksheld verehrt, wohingegen er unter Kroaten und Bosniaken als Kriegsverbrecher und Plünderer verhasst war.
Nach der Unterzeichnung des Dayton-Abkommens kehrte Ražnatović zu seinen Tätigkeiten im Sport und in der Privatwirtschaft zurück. Die SDG wurde im April 1996 offiziell – mit der Androhung einer Neuorganisierung im Kriegsfall – aufgelöst. Im Juni desselben Jahres erwarb er den Belgrader Fußballklub FK Obilić, der sich zu einem Spitzenklub entwickelte und in der Saison 1997/98 die jugoslawische Meisterschaft gewann.
Ražnatović soll Spieler gegnerischer Mannschaften bedroht haben, bevor sie gegen seine Mannschaft des FK Obilić trafen. Diese Drohungen wurden durch Tausende von Kriegsveteranen unterstützt, welche das Heimstadion seiner Mannschaft füllten, Drohungen skandierten und gelegentlich während der Spiele Pistolen auf gegnerische Spieler richteten. Ein Spieler erzählte dem britischen Fußballmagazin FourFourTwo, dass er in einer Garage eingesperrt war, als sein Team gegen Obilić spielte. Die UEFA erwog, Obilić wegen seiner Verbindungen zu Ražnatović die Teilnahme an kontinentalen Wettbewerben zu verbieten. Als Reaktion darauf trat Ražnatović vom Amt des Präsidenten zurück und übergab seinen Sitz an seine Frau Svetlana Ražnatović. Die Vorwürfe wurden 2006 von dem ehemaligen Trainer Dragoslav Šekularac dementiert.

#### Kosovo-Krieg und die NATO-Bombardierung
Laut dem Vorsitzenden Richter Richard May aus dem Vereinigten Königreich hat der Internationale Strafgerichtshof für das ehemalige Jugoslawien am 30. September 1997 Anklage gegen Ražnatović wegen Kriegsverbrechen an der bosnisch-muslimischen Zivilbevölkerung, Verbrechen gegen die Menschlichkeit und schweren Verstößen gegen die Genfer Konventionen erhoben. Jedoch wurde der Haftbefehl erst eine Woche nach Beginn der NATO-Bombardierung Jugoslawiens am 31. März 1999 in Folge des Kosovo-Kriegs publiziert. Seine Anklageschrift wurde von der Chefanklägerin des UN-Gerichtshofs, Louise Arbour, veröffentlicht.
Eine Woche vor Beginn der NATO-Bombardierung, nach dem Scheitern der Friedensverhandlungen in Rambouillet, erschien Ražnatović im Hotel Hyatt in Belgrad und befahl den Journalisten, die ihn belagerten, Serbien zu verlassen.
In einem Interview mit Journalisten aus dem Westen, während der dreimonatigen NATO-Bombardierung, zeigte Ražnatović ein kleines Gummistück der von der jugoslawischen Armee abgeschossenen F-117A, das er als „Andenken“ mitgenommen hatte. Jugoslawische Medien behaupteten, Ražnatović habe den Tarnkappenbomber abgeschossen.
Gegen Ražnatović erhob der Internationale Strafgerichtshof für das ehemalige Jugoslawien in Den Haag im September 1997 Anklage wegen Völkermordes und der Vertreibung von Nichtserben aus Teilen Bosnien-Herzegowinas. Die britische Regierung beschuldigte ihn, auch im Kosovo aktiv gewesen zu sein.

#### Anklage vor dem Internationalen Gerichtshof
Im März 1999 gab der Ankläger des Internationalen Strafgerichtshofs für das ehemalige Jugoslawien (ICTY) bekannt, dass Ražnatović vom Tribunal angeklagt wurde. Laut Anklageschrift soll Ražnatović in 24 Fällen wegen Verbrechen gegen die Menschlichkeit (Art. 5 ICTY-Statut), schwerer Verstöße gegen die Genfer Konventionen (Art. 2 ICTY-Statut) und Kriegsrechtsverletzungen (Art. 3 ICTY-Statut) für die folgenden Rechtsakte angeklagt worden sein:
- Für die Inhaftierung von etwa 30 muslimisch-bosnischen Männern in einem unzureichend belüfteten Raum von etwa fünf Quadratmetern.

- Für den Abtransport von zwölf nicht-serbischen Männern aus Sanski Most zu einem abgelegenen Ort im Dorf Trnovo und deren Erschießung, wobei einer schwer verletzt überlebte.

- Für den Abtransport von etwa 67 bosnisch-muslimischen Männern aus Sanski Most, Šehovci und Pobriježe zu einem abgelegenen Ort im Dorf Sasina und deren Erschießung, wobei zwei der Gefangenen überlebten.

- Für die Inhaftierung von etwa 35 muslimisch-bosnischen Männern in einem unzureichend belüfteten Raum von etwa fünf Quadratmetern und das Vorenthalten von Nahrung und Wasser, wobei zwei Männer ums Leben kamen.

### Ermordung

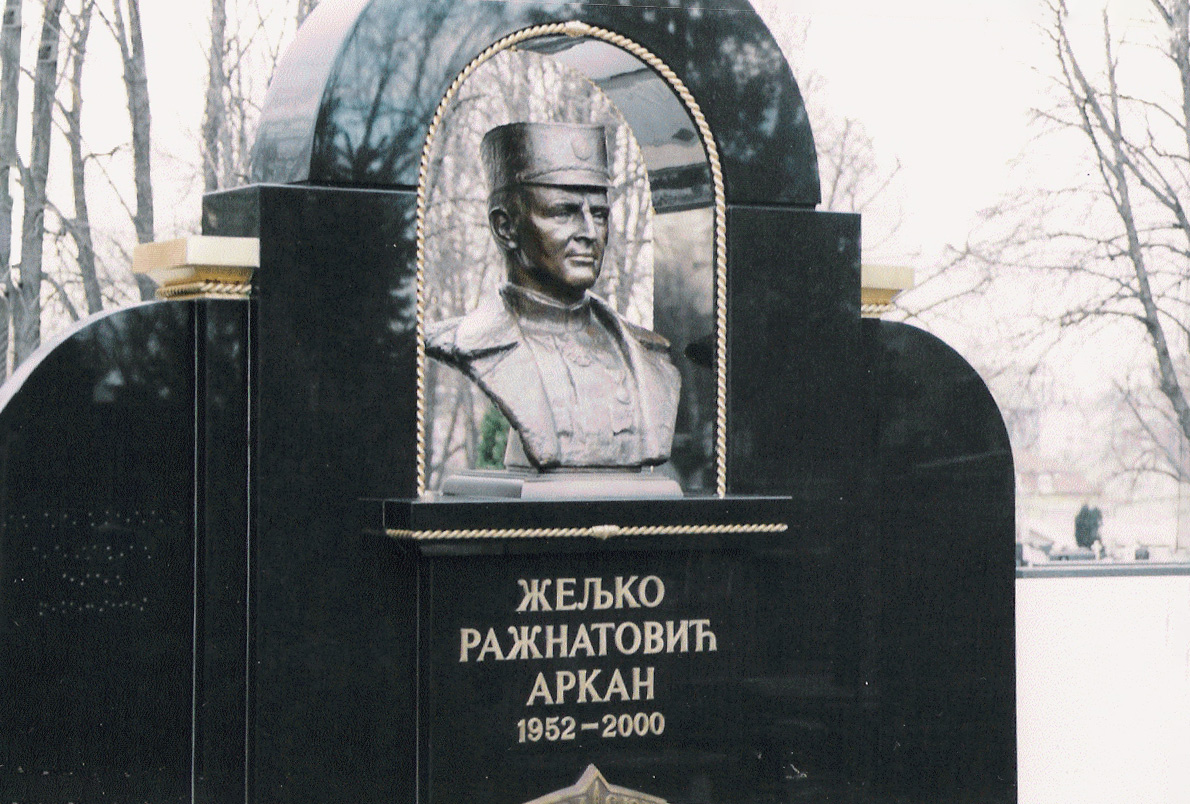
Ražnatovićs Grabmal in Belgrad

Am 15. Januar 2000 wurde Ražnatović im Hotel Intercontinental in Belgrad zusammen mit einem seiner Leibwächter erschossen. Er wurde von einem anderen Leibwächter noch in ein Krankenhaus gebracht, starb jedoch auf der Fahrt. Am 19. Januar 2000 fand eine Gedenkveranstaltung mit dem Schriftsteller Branislav Crnčević, dem Funktionär der jugoslawischen Linken (JUL) Aleksandar Vulin, den Sängern Oliver Mandić, Toni Montano und Zoran Kalezić sowie der gesamten Profimannschaft des FK Obilić, einschließlich Trainer Dragoslav Šekularac, statt.
Die mutmaßlichen Täter wurden 2001 wegen Mordes angeklagt, später aber wegen Mangels an Beweisen freigelassen. Der Prozess gegen die mutmaßlichen Attentäter wurde drei Mal verhandelt, die Urteile jedoch jedes Mal verworfen. Ein Täter wurde zuletzt 2005 wegen Mordes zu 15 Jahren Haft verurteilt; das Urteil gegen ihn wurde jedoch 2006 vom Obersten Gerichtshof Serbiens erneut annulliert und zur Verhandlung an das Erstgericht zurückverwiesen. Die Auftraggeber des Mordes und ihre Motive liegen weiterhin im Dunkeln. Im Laufe des Prozesses wurden mehrere Zeugen ermordet. In den Medien wurde über verschiedene Theorien zu diesem Mord spekuliert.

### Privates
Željko Ražnatović zeugte neun Kinder mit fünf verschiedenen Frauen.
Ražnatović war zuletzt mit der serbischen Sängerin Ceca verheiratet. Ihre Hochzeit im Jahr 1995 wurde live im Fernsehen übertragen und durch die lokalen Medien als ein serbisches Märchen dargestellt. Aus dieser Ehe entstammen zwei Kinder.

## Trivia
Ražnatović gab sich den Kampfnamen Arkan nach der gleichnamigen Comicserie des italienischen Zeichners Augusto Pedrazza aus den 1950er-Jahren.